# کور قره‌بجاق
کور قره‌بجاق (به لاتین: Kür Qarabucaq) یک منطقه مسکونی در جمهوری آذربایجان است که در شهرستان نفت‌چاله واقع شده‌است. کور قره‌بجاق ۱۱۰۳ نفر جمعیت دارد.